# Молотков, Александр Иванович
 Алекса́ндр Ива́нович Молотко́в (1 марта 1916, Ялуторовск — 2 марта 2005, Санкт-Петербург) — советский и российский лингвист, специалист по фразеологии. Доктор филологических наук, сотрудник Института лингвистических исследований РАН. Автор фундаментального «Фразеологического словаря русского языка» (1967).

## Биография
А. И. Молотков родился в г. Ялуторовске Тобольской губернии (ныне районный центр в Тюменской области) в семье работника мельницы.
В 1929 году окончил 7-летнюю школу и поступил в Ялуторовский техникум молочной промышленности; окончил его в 1933 году. До 1937 года работал инструктором-производственником Кировоградского района Одесской области, в 1935-1937 гг. совмещал эту работу с должностью мастера Одесского молочного завода.
В 1937 году А. И. Молотков поступил в Одесский государственный университет. 24 июля 1941 года[уточнить] (по другим сведениям, в 1942 году), после нападения нацистской Германии на СССР, был призван военкоматом Кагановичского района Одессы в Красную армию, участвовал в сражениях Великой Отечественной войны, был ранен, награждён медалями. По состоянию на апрель 1945 года был красноармейцем 307-й стрелковой Новозыбковской дивизии Третьего Белорусского фронта, в указанном месяце участвовал в боях за Кенигсберг в качестве артиллериста-корректировщика.
После демобилизации в ноябре 1945 года А. И. Молотков учился на филологическом факультете Ленинградского университета; в 1946 году занимался в семинаре Б. А. Ларина, под его руководством написал дипломную работу «История прошедшего времени в русском языке» на материале Псковской летописи.
Прошёл аспирантуру ЛГУ; в 1952 году, после её окончания и написания успешно защищённой кандидатской диссертации «Сложные синтаксические конструкции для передачи чужой речи в русском языке XI-XVII столетий», начал работу в Словарном секторе Института языка и мышления. Был автором словарных статей Большого академического словаря, Словаря русского языка (в 4-х томах), а также Словаря русского языка XVIII века.
В 1976 году Молотков защитил докторскую диссертацию «Основы фразеологии русского языка»
.
Похоронен в Санкт-Петербурге на Смоленском кладбище (Аксёновская дорожка).

## Основные публикации
- Молотков А. И. Фразеологический словарь русского языка. — М.: Наука, 1967.
- Молотков А. И., Мальцева И. М., Петрова З. М. Лексические новообразования в русском языке XVIII в.. — М.: Наука, 1975.
- Молотков А. И. Есть ли в русском языке категория неизменяемых прилагательных? // Вопросы языкознания – № 6. — 1960. — С. 68—73.